# Жоаким Круз
Жоаким Карваљо Круз (порт. Joaquim Carvalho; Тагуатинга, 12. март 1963.) је некадашњи бразилски атлетичар, победник у трци на 800 метара на Летњим олимпијским играма 1984. године. Он је један од ретких људи који су истрчали 800 метара за брже од једног минута и 42 секунде.

## Биографија
Жоаким Круз је рођен у Тагуатинги у савезном округу у породици радника у челичани. Жоаким је почео да трчи као 13-годишњак, и већ као јуниор је показао велики таленат. Након што је поставио јуниорски светски рекорд од 1:44,3 мин 1981. године, добио је стипендију за Универзитет Орегон 1983. године. Овај потез се одмах исплатио и Круз је исте године освојио првенство Националне академске атлетске асоцијације (НЦАА) у трци на 800 м. Исте године се такмичио на првом Светском првенству и освојио бронзану медаљу у финалу трке на 800 метара.
На атлетском митингу у Ници, 1984. је истрчао време од 2:14,09 на 1.000 метара  што је и даље актуелни јужноамерички рекорд на тој деоници.
Летње олимпијске игре 1984. одржане су у Лос Анђелесу, а Круз је важио за једног од фаворита на 800 м, заједно са светским рекордером Себастијаном Коуом из Велике Британије. Круз је победио у финаул са временом 1:43,00, чиме је оборио олимпијски рекорд Алберта Хуанторене. Овом победом, Круз је постао први Бразилац освајач златне медаље на олимпијским играма у атлетици откако је троскакаш Адхемар Фереира да Силва победио 1952. и 1956. године.
Након повлачења из активног бављења атлетиком, Круз је постао тренер трчања у Олимпијском тренинг центру у Чула Висти у Калифорнији.

## Међународна такмичења
| Година                | Такмичење             | Место                                  | Позиција                      | Дисциплина            | Резултат              | Белешка |
| Представљајући Бразил | Представљајући Бразил | Представљајући Бразил                  | Представљајући Бразил         | Представљајући Бразил | Представљајући Бразил |         |
| --------------------- | --------------------- | -------------------------------------- | ----------------------------- | --------------------- | --------------------- | ------- |
| 1983                  | Светско првенство     | Хелсинки, Финска                       | 3.                            | 800 м                 | 1:44.27               |         |
| 1984                  | Олимпијске игре       | Лос Анђелес, Сједињене Америчке Државе | 1.                            | 800 м                 | 1:43.00               |         |
| 1984                  | Олимпијске игре       | Лос Анђелес, Сједињене Америчке Државе | 16. (испао у квалификацијама) | 1500 м                | 3:41.01               |         |
| 1988                  | Олимпијске игре       | Сеул, Јужна Кореја                     | 2.                            | 800 м                 | 1:43.90               |         |
| 1988                  | Олимпијске игре       | Сеул, Јужна Кореја                     | 11. (испао у квалификацијама) | 1500 м                | 3:40.92               |         |
| 1995                  | Светско првенство     | Гетеборг, Шведска                      | 12. (испао у квалификацијама) | 1500 м                | 3:39.47               |         |
| 1996                  | Олимпијске игре       | Атланта, Сједињене Америчке Државе     | 42. (испао у квалификацијама) | 1500 м                | 3:45.32               |         |